# Hans-Konrad Selbmann
Hans-Konrad Selbmann (* 11. Dezember 1941 in Stuttgart) ist ein deutscher Medizin-Informatiker und emeritierter Hochschullehrer an der Eberhard Karls Universität Tübingen.

## Beruflicher Werdegang
Hans-Konrad Selbmann studierte von 1960 bis 1967 Mathematik an der Technischen Hochschule Stuttgart (Dipl.-Math.). Anschließend war er von 1967 bis 1970 Leiter eines technisch-wissenschaftlichen Rechenzentrums in der Industrie. Von 1970 bis 1974 war Selbmann Wissenschaftlicher Mitarbeiter der Abteilung für Medizinische Statistik, Dokumentation und Datenverarbeitung der Universität Ulm und promovierte dort am 19. Dezember 1972 zum Dr. rer. biol. hum. Von 1972 bis 1974 hatte Selbmann die Leitung der Sektion für Biostatistik der Universität Ulm inne, ehe er von 1974 bis 1980 Wissenschaftlicher Mitarbeiter des Institutes für Medizinische Informationsverarbeitung, Statistik und Biomathematik der Ludwig-Maximilians-Universität München wurde.
An der Universität Ulm habilitierte er am 22. April 1976 für das Fach „Medizinische Statistik und Datenverarbeitung“.
Von 1980 bis 1984 war Selbmann C3-Professor und stellvertretender Institutsleiter des Instituts für Medizinische Informationsverarbeitung, Statistik und Biomathematik der LM-Universität München.
1984 erhielt er den Ruf als C4-Professor für Medizinische Informationsverarbeitung an der Universität Tübingen, war dort seit 1986 auch geschäftsführender Direktor des Instituts für Medizinische Informationsverarbeitung. Von 1993 bis 1995 war Selbmann Prodekan und Dekan der Medizinischen Fakultät der Universität Tübingen, er trat 2007 in den Ruhestand.

## Ehrenamtliche Tätigkeiten
Von 1985 bis 1987 war Selbmann Präsident der Deutschen Gesellschaft für Medizinische Dokumentation, Informatik und Statistik GMDS (heute: Deutsche Gesellschaft für Medizinische Informatik, Biometrie und Epidemiologie (GMDS))
1988 bis 1990 gehörte Selbmann als Mitglied dem Sachverständigenrat der Konzertierten Aktion im Gesundheitswesen an.
Von 1992 bis 2000 war er Vorsitzender des Wissenschaftlichen Ausschusses für Gesundheitsforschung des Bundesministeriums für Forschung und Technologie (BMFT, später BMBF).
1993 gründete Hans-Konrad Selbmann mit Kollegen die Gesellschaft für Qualitätsmanagement in der Gesundheitsversorgung (GQMG) und war bis 1997 deren Gründungsvorsitzender.
Von 1999 bis 2008 war er Vorsitzender der Kommission für Gesundheitsberichterstattung des Robert Koch-Instituts (RKI)
2004 übernahm Selbmann die Leitung der „Ständigen Kommission Leitlinien“ der AWMF (Arbeitsgemeinschaft der Wissenschaftlichen Medizinischen Fachgesellschaften) und wurde 2006 erstmals in das Präsidium der AWMF gewählt. Von 2008 bis 2016 war er als Vertreter der AWMF Mitglied des Vorstands des Deutschen Netzwerk für Versorgungsforschung (DNVF). 2012 übernahm er in der AWMF das Amt des Schatzmeisters, das er bis zu seinem Ausscheiden aus dem AWMF-Präsidium im Mai 2017 innehatte.

## Ehrungen
Für sein ehrenamtliches Engagement erhielt Hans-Konrad Selbmann eine Reihe von Ehrungen und Auszeichnungen:
- Ernennung zum Korrespondierenden Mitglied der Bayerischen Gesellschaft für Geburtshilfe und Frauenheilkunde (1981) und der Deutschen Gesellschaft für Gynäkologie und Geburtshilfe (1982)
- Werner-Körte-Medaille in Gold der Deutschen Gesellschaft für Chirurgie (1985)
- Richard-Merten-Preis für Qualitätssicherung (1992)
- Salomon-Neumann-Medaille der Deutschen Gesellschaft für Präventiv- und Sozialmedizin (1999)
- Ehrenzeichen der Deutschen Ärzteschaft (2002)
- Bundesverdienstkreuz am Bande (2005)
- Deutscher Qualitätspreis Gesundheit des Vereins Gesundheitsstadt Berlin (2009)
- Ehrenmitglied der Deutschen Gesellschaft für Qualitätsmanagement in der Gesundheitsversorgung (2011)
- Ehrenmitglied des Deutschen Netzwerks Versorgungsforschung e.V. (2016)
- Ehrenmedaille der AWMF (2018)
- Ehrenmitglied der Deutschen Gesellschaft für Medizinische Informatik, Biometrie und Epidemiologie (GMDS) (2018)